# 滑鐵盧 (印地安納州費耶特縣)
滑鐵盧（英語：Waterloo）是位於美國印地安納州費耶特縣的一個非建制地區。該地的面積和人口皆未知。